# Cachão
O Cachão é uma aldeia portuguesa pertencente à freguesia de Frechas, no concelho de Mirandela. Situada a sul do concelho, a cerca de pouco mais de 12 km, com cerca de 500 habitantes, distribuídas por cerca de 230 fogos. Servida pela estrada nacional 213, a aldeia conta com transportes rodoviários diários, e conta ainda com o transporte ferroviário (estação do Cachão da linha do Tua). A aldeia é banhada pelo rio Tua, encontrando-se na margem esquerda deste a cerca de 40 a 50km da sua foz.